# Henri Suisse
Henri Suisse, né le 30 mars 1920 à Châteauroux (Indre) et mort le 13 novembre 1989 à Arcachon (Gironde), est un aviateur français, combattant de la Seconde Guerre mondiale et de la guerre d'Indochine, puis pilote d'essai après-guerre.

## Distinctions
- Croix de guerre 1939-1945 avec 3 citations
- Croix de guerre des Théâtres d'opérations extérieurs (TOE)
- Officier de la Légion d'honneur en 1963[1]